# يواكيم هيكيرود
يواكيم هيكيرود (بالنرويجية: Joakim Hykkerud) مواليد 10 فبراير 1986 في نوتودن، هو لاعب كرة يد نرويجي يلعب كمحور. يلعب حاليا مع نادي هانوفر بورغدورف لكرة اليد ويحمل الرقم 14. مثل منتخب النرويج لكرة اليد.

## سجل المنافسة
شارك في البطولات التالية:
- بطولة أوروبا لكرة اليد للرجال 2016

## روابط خارجية
- يواكيم هيكيرود على موقع الاتحاد الأوروبي لكرة اليد (الإنجليزية)
- يواكيم هيكيرود على موقع الاتحاد النرويجي لكرة اليد (النرويجية)